# Heydenia unica
Heydenia unica är en stekelart som beskrevs av Cook och Davis 1891. Heydenia unica ingår i släktet Heydenia och familjen puppglanssteklar. Inga underarter finns listade i Catalogue of Life.